# ランディ・キム
ランディ・キム（Randy Kim、1975年3月25日 - ）は、韓国出身の男性キックボクサー、元砲丸投選手。本名はキム・ジェイル（Kim Jae Il）。2006年に格闘家に転身。

## 来歴

### 砲丸投げ
2002年6月11日に開催された全国陸上競技選手権で韓国記録を更新し優勝。さらに同年開催された釜山アジア大会の代表選考会で韓国記録を更新し優勝。また、同年開催された全国種別陸上競技選手権でも韓国記録を更新し優勝。同年開催されたアジア陸上競技連盟主催の第14回アジア陸上競技選手権大会に出場し、砲丸投げで3位に入賞し、銅メダルを獲得した。しかし、同年10月16日に地元の釜山市で開催された第14回アジア競技大会では5位に終わった。その後、2004年に開催された釜山国際陸上競技選手権大会では優勝した。
2006年6月3日に韓国でK-1転向の記者会見を行い、陸上競技からの引退を宣言した。

### K-1
2006年12月31日、K-1デビューとなる『K-1 PREMIUM 2006 Dynamite!!』で武蔵と対戦し、右ストレートでKO負け。
2007年4月28日、『K-1 WORLD GP 2007 in HAWAII』で澤屋敷純一と対戦し、左フックでKO負け。
2007年9月29日、『K-1 WORLD GP 2007 IN SEOUL FINAL16』のオープニングファイトでキム・ミンスと対戦し、判定負け。当初はパク・ヨンスと対戦予定であったが、ヨンスのGP出場が急遽決まったために対戦相手が変更になった。
2008年8月9日、K-1 WORLD GP 2008 IN HAWAIIのリザーブファイトでヴィリトーヌ・フォナカラフィに2RKO勝ちし、K-1初白星を挙げる。また、1回戦で勝ち上がったマイティ・モーが負傷棄権したためリザーバーで準決勝に進出しウェズリー"キャベージ"コレイラに2RKO勝ちするも、決勝でグーカン・サキに2RKO負けを喫したが谷川貞治には「精神力が強くなった」と評価を受けた。
2008年9月27日、K-1 WORLD GP 2008 IN SEOUL FINAL16のオープニングファイトでパク・ヨンスと対戦し、2RKO勝ち。
2009年5月31日に水原イビスアンバサダーホテルで韓国人女性と結婚式を挙げた。結婚式場には、イ・ビョンホンやチェ・ホンマンが参加した。

## 戦績
| キックボクシング 戦績 | キックボクシング 戦績 | キックボクシング 戦績 | キックボクシング 戦績 | キックボクシング 戦績 | キックボクシング 戦績 | キックボクシング 戦績 |
| --------------------- | --------------------- | --------------------- | --------------------- | --------------------- | --------------------- | --------------------- |
| 8 試合                | (T)KO                 | 判定                  | その他                | 引き分け              | 無効試合              |                       |
| 3 勝                  | 3                     | 0                     | 0                     | 0                     | 0                     |                       |
| 5 敗                  | 4                     | 1                     | 0                     | 0                     | 0                     |                       |

| 勝敗 | 対戦相手                       | 試合結果                                  | 大会名                                                      | 開催年月日     |
| ○    | パク・ヨンス                   | 2R 1:11 KO（右ローキック）                | K-1 WORLD GP 2008 IN SEOUL FINAL16 【オープニングファイト】 | 2008年9月27日  |
| ×    | グーカン・サキ                 | 2R 1:39 KO（左フック）                    | K-1 WORLD GP 2008 IN HAWAII 【USA GP 決勝】                 | 2008年8月9日   |
| ○    | ウェズリー"キャベージ"コレイラ | 2R 1:00 KO（2ノックダウン：左ローキック） | K-1 WORLD GP 2008 IN HAWAII 【USA GP 準決勝】               | 2008年8月9日   |
| ○    | ヴィリトーヌ・フォナカラフィ   | 2R 1:13 KO（左フック）                    | K-1 WORLD GP 2008 IN HAWAII 【リザーブファイト】            | 2008年8月9日   |
| ×    | キム・ミンス                   | 3R終了 判定0-3                            | K-1 WORLD GP 2007 IN SEOUL FINAL16 【オープニングファイト】 | 2007年9月29日  |
| ×    | 王強（ワン・チャング）         | 2R 1:32 KO（左フック）                    | K-1 WORLD GP 2007 IN HONG KONG 【ASIA GP 1回戦】            | 2007年8月5日   |
| ×    | 澤屋敷純一                     | 2R 2:52 KO（左フック）                    | K-1 WORLD GP 2007 in HAWAII                                 | 2007年4月28日  |
| ×    | 武蔵                           | 3R 0:33 KO（右ストレート）                | K-1 PREMIUM 2006 Dynamite!!                                 | 2006年12月31日 |

## 備考
- イ・ビョンホンは従兄弟。
- 砲丸投では、韓国記録を4度更新した経験があり、韓国国内の大会では何度も優勝している。しかし、国際大会での優勝は釜山国際陸上競技大会のみで、それ以外での国際大会での優勝経験はない。よって、K-1で紹介されているような「アジア大会砲丸投げ優勝（2002）」というのは誤りである。

## 獲得タイトル
- K-1 WORLD GP 2008 IN HAWAII 準優勝